# 薬丸兼将
薬丸 兼将（やくまる かねまさ、生年不詳 - 天正4年（1576年））は、戦国時代の武将。出雲守。諱は兼政とも。号は湖雲、または孤雲。子は兼持。
肝付兼続の時代から重臣として仕えたといわれる。永禄4年（1561年）、兼続の名代として出席した島津氏の重臣・伊集院忠朗が開いた宴席にて、鶴の羹で供応されたことを、肝付氏の家紋についてのことで忠朗から侮辱されたとして激怒し、これが島津氏と肝付氏の抗争の原因であるとする後世の創作逸話があるが、実際にはこの時点で島津家と肝付家の抗争は始まっている。
兼将は兼続に従って島津氏と戦い、一時は鹿児島城下まで攻め入るほどであった。また、永禄11年（1568年）に肝付氏側が海上警備中に誤って浦戸（土佐国）の船を敵（島津方）と誤認して攻撃して相手方に死者を出した問題で、長宗我部氏の重臣江村備後に対して謝罪と今後の対応に関する書面を送っている（「肝付家文書」332号『鹿児島県史料旧記雑録拾遺家わけ二』）。
兼続の死後は肝付良兼に仕え、その死後は肝付兼亮に仕えた。しかし天正元年（1573年）、兼亮が母親の御南（島津忠良の娘）と対立すると、御南を支持して兼亮追放に協力した。翌年、肝付氏が島津氏に服属するにあたり、肝付氏の使者となった。天正4年（1576年）（異説あり）、伊東義祐との戦いで戦死した。